# 和平街道 (佳木斯市)
和平街道是中华人民共和国黑龙江省佳木斯市前进区下辖的一个街道办事处。

## 行政区划
和平街道下辖以下村级行政区划单位：
站前南社区、乐园社区、桥南社区、林海社区、先锋社区、云峰社区、枫桥社区。